# Ді-Бек (Колорадо)
Ді-Бек (англ. De Beque) — місто (англ. town) в США, в окрузі Меса штату Колорадо. Населення — 493 особи (2020).

## Географія
Ді-Бек розташоване за координатами 39°16′33″ пн. ш. 108°11′36″ зх. д. / 39.27583° пн. ш. 108.19333° зх. д. (39.275733, -108.193405).  За даними Бюро перепису населення США в 2010 році місто мало площу 11,23 км², з яких 11,17 км² — суходіл та 0,07 км² — водойми.

## Демографія
Згідно з переписом 2010 року, у місті мешкали 504 особи в 190 домогосподарствах у складі 124 родин. Густота населення становила 45 осіб/км².  Було 222 помешкання (20/км²).
Расовий склад населення:
| - 96,4 % — білих - 0,6 % — корінних американців - 2,0 % — осіб інших рас |

До двох чи більше рас належало 1,0 %. Частка іспаномовних становила 6,7 % від усіх жителів.
За віковим діапазоном населення розподілялося таким чином: 25,0 % — особи молодші 18 років, 63,9 % — особи у віці 18—64 років, 11,1 % — особи у віці 65 років та старші. Медіана віку мешканця становила 34,6 року. На 100 осіб жіночої статі у місті припадало 111,8 чоловіків;  на 100 жінок у віці від 18 років та старших — 101,1 чоловіків також старших 18 років.
Середній дохід на одне домашнє господарство  становив 58 973 долари США (медіана — 44 000), а середній дохід на одну сім'ю — 71 498 доларів (медіана — 61 563). Медіана доходів становила 71 635 доларів для чоловіків та 31 750 доларів для жінок. За межею бідності перебувало 10,6 % осіб, у тому числі 6,8 % дітей у віці до 18 років та 12,3 % осіб у віці 65 років та старших.
Цивільне працевлаштоване населення становило 164 особи. Основні галузі зайнятості: освіта, охорона здоров'я та соціальна допомога — 19,5 %, сільське господарство, лісництво, риболовля — 18,3 %, роздрібна торгівля — 14,0 %, будівництво — 12,8 %.